# 최헌규
최헌규(1973년 4월~ )는 대한민국의 영화감독이다. 2000년부터 현재까지 활동 중이다.

## 학력
- 고려대학교 노어노문학과
- 중앙대학교 첨단영상대학원 영상예술학과 예술학석사
- 한국영화아카데미 15기
- 세종대학교 영상예술학 박사수료

## 작품, 수상
- 《월급날》 각본, 감독, 편집
- 한국영화아카데미 졸업작품(2000)
- 《오빠들려?》 각본, 감독, 편집
- 퍼블릭엑세스시민영화제 우수상(2001)
- 《빗방울전주곡》 각본, 감독, 미술
- 영화진흥위원회 제작지원작(2002)
- 대구단편영화제 우수상(2003)
- 부산국제영화제 경쟁부문(와이드앵글, 2003)
- 시에나국제단편영화제 경쟁부문(2004)
- 국제시청각영화제 경쟁부문(2004)
- 《소은이의무릎》 각본, 감독
- 성남문화재단 제작지원작(2015)
- 서울독립영화제 초청(2017)
- 서울국제청소년영화제 초청(2017)

## 경력
-영상물등급위원회 소위원회 위원
-화신사이버대 교수
-서울시립청소년미디어센터
-HND엔터테인먼트 PD
-한림연예예술고등학교 영상제작학과장